# Simone Sozza
Simone Sozza (Milaan, 19 augustus 1987) is een Italiaans voetbalscheidsrechter. Hij is in dienst van FIFA en UEFA sinds 2023. Ook leidt hij sinds 2020 wedstrijden in de Serie A.
Op 26 januari 2020 leidde Sozza zijn eerste wedstrijd in de Italiaanse nationale competitie. Tijdens het duel tussen Parma en Udinese (2–0) trok de leidsman vijfmaal de gele kaart. In Europees verband debuteerde hij op 3 augustus 2023 tijdens een wedstrijd tussen Dila Gori en Vorskla Poltava in de tweede voorronde van de UEFA Europa Conference League; het eindigde in 3–1 en de Italiaanse leidsman gaf zes gele kaarten. Zijn eerste interland floot hij op 12 september 2023, toen Spanje met 6–0 won van Cyprus door doelpunten van Gavi, Mikel Merino, Joselu, tweemaal Ferran Torres, en Álex Baena. Tijdens dit duel gaf Sozza twee gele kaarten.

## Interlands
| Datum             | Plaats           | Wedstrijd            | Uitslag | Competitie             | Kreeg geel | Kreeg voor de tweede keer geel en dus rood | Weggestuurd |
| ----------------- | ---------------- | -------------------- | ------- | ---------------------- | ---------- | ------------------------------------------ | ----------- |
| 12 september 2023 | Granada, Spanje  | Spanje – Cyprus      | 6 – 0   | EK 2024 kwalificatie   | 2          | 0                                          | 0           |
| 12 oktober 2024   | Leskovac, Servië | Servië – Zwitserland | 2 – 0   | Nations League 2024/25 | 5          | 0                                          | 0           |
| 21 maart 2025     | Attard, Malta    | Malta – Finland      | 0 – 1   | WK 2026 kwalificatie   | 0          | 0                                          | 1           |

Laatst bijgewerkt op 27 maart 2025.